# Disco Inferno (versión de Cyndi Lauper)
"Disco Inferno" (discoteca del infierno en español) Es una versión y sencillo del famoso hit Music Inferno.

## Información del Cover
En la revista Billboard del 16 de mayo de 1998 en la columna "Danza Trax", había un reportaje sobre remezcladores Bobby Guy y Ernie Lago, también conocido como Soul Solución: "Están trabajando con Cyndi con una versión de Disco Inferno. El corte se presentará en la banda sonora próxima a A Night at Roxbury".
Lauper realizó esta canción en vivo por primera vez en Nueva York, Bryant Park el 21 de junio de 1998.
Aunque la fecha de lanzamiento original de la maxisencillo fue 3 de agosto de 1999, se distribuye desde 24 de julio en algunas regiones. El sencillo fue lanzado oficialmente en los EE. UU. el 16 de diciembre de 1999. Lauper se realiza en muchos shows alrededor del momento de su lanzamiento.
Por este tema resivio una nominación a los premios Grammy de ese año , aunque perdió frente a Madonna

### Posicionamiento
| Chart (1999)                           | Peak position |
| -------------------------------------- | ------------- |
| U.S. Billboard Hot Dance Club Play     | 8             |
| U.S. Billboard Hot Dance Singles Sales | 12            |

### Versiones oficiales
1. Boris & Beck Roxy Edit Dub
2. Boris & Beck Roxy Dub
3. Club Mix
4. Rescue Me Mix
5. Soul Solution A cappella
6. Soul Solution Drumapella
7. Soul Solution Mix
8. Soul Solution Radio Edit

- Datos: Q5808219